# Prefeito das provisões

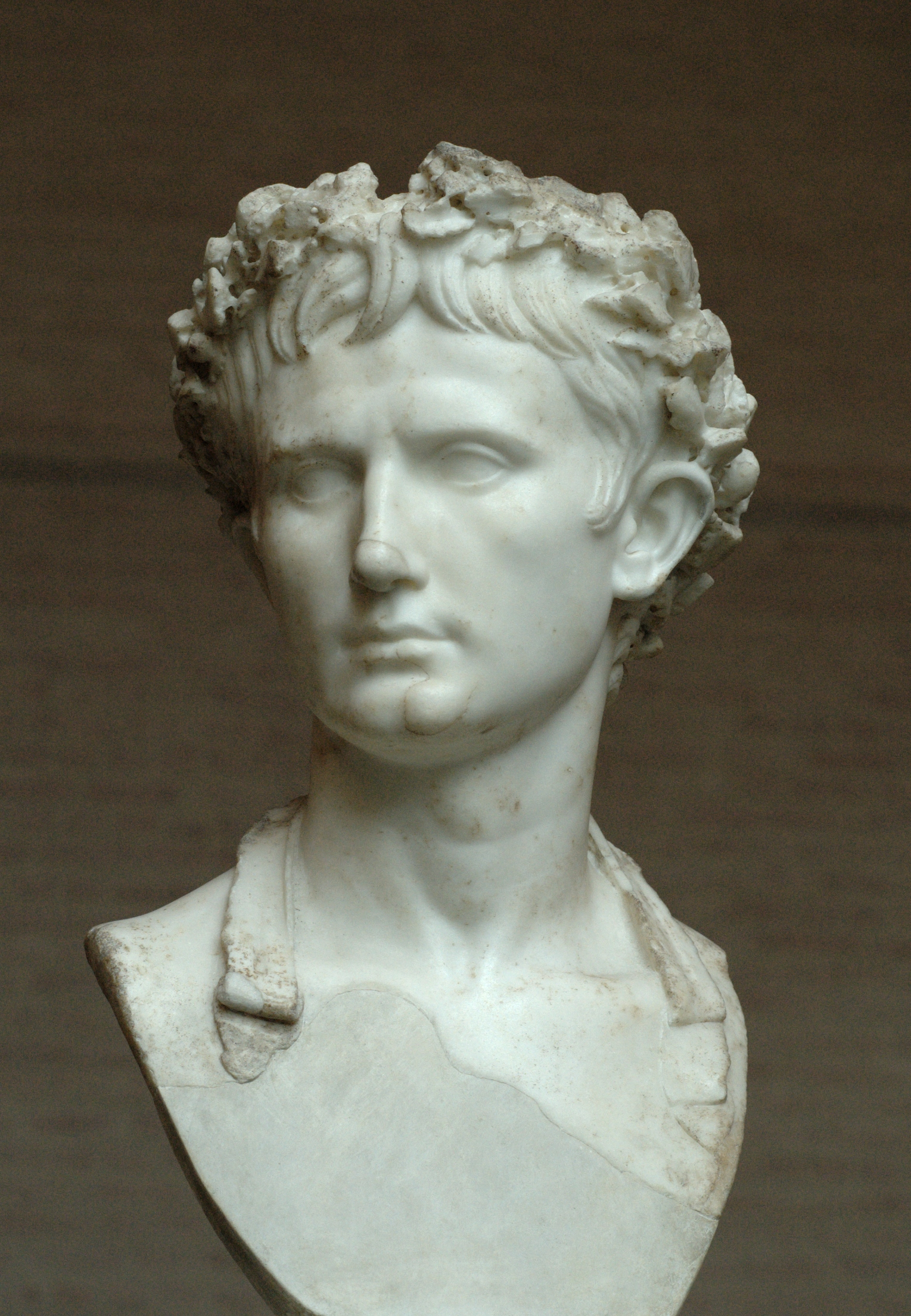
Augusto com a coroa cívica,
Gliptoteca de Munique

Prefeito das provisões (em latim: praefectus annonae) foi um magistrado irregular do mundo romano que remonta suas origens no período da República Romana. Nomeado em momentos de emergência ou épocas de escassez extraordinária, era encarregado com a supervisão dos suprimentos de cereais para a cidade de Roma, com jurisdição nos assuntos relacionados ao preço dos cereais no mercado e a administração dos alimentos podendo, por conseguinte, punir oficiais que realizassem maquinações no comércio de cereais. A primeira nomeação para o ofício ocorreu em 439 a.C..
Durante os anos 60 a.C., após o saque do porto de Óstia por piratas, Pompeu manteve os poderes do ofício durante cinco anos. Em torno de 6/8, o primeiro imperador romano, Augusto (r. 27 a.C.–14 d.C.), seguiu este exemplo, e após investir-se com tais poderes, especificou que dois indivíduos que foram pretores cinco anos antes deveriam ser nomeados a cada ano para manter as funções do ofício. Subsequentemente, Augusto especificou que estes oficiais deveriam pertencer ao nível consular e então, paralelo a eles, instituiu permanentemente o ofício prefeito dos suprimentos, que foi escolhido dentre os equestres e não foi reconhecido entre os magistrados ordinais. O primeiro titular do novo ofício foi Caio Turrânio Gracílio, que havia sido prefeito do Egito.
Vários oficiais subordinados auxiliaram o prefeito dos suprimentos. No século I, seu principal assistente foi chamado "ajudante" (adiutor). Pelo fim do século II, este oficial transformou-se no subprefeito das provisões (subpraefectus annonae), que era diretamente nomeado pelo imperador e recebia um salário de 100 000 sestércios. Além dele, a partir do reinado de Cláudio (r. 41–54), foram nomeados procuradores para os portos (procutator portus), para o suprimento de cereais em Óstia (procutator annonae Ostis) e para as províncias, bem como guildas de profissionais ativos no comércio e transporte de cereais. O ofício de prefeito do prefeito dos suprimentos continuou a existir até o fim do Império Romano. Durante o Império Romano Tardio, prefeitos das provisões foram estabelecidos para a cidade de Alexandria ("prefeitos das provisões de Alexandria"; praefecti annonae Alexandriae) e província da África (praefectus annonae Africae).